# Daïra de Ghazaouet
La daïra de Ghazaouet est une daïra d'Algérie située dans la wilaya de Tlemcen et dont le chef-lieu est la ville éponyme de Ghazaouet.

## Localisation
La daïra est située au nord-ouest de la wilaya de Tlemcen.

## Communes de la daïra
La daïra de Ghazaouet est composée de quatre communes : Dar Yaghmouracene, Ghazaouet, Souahlia et Tienet.